# Carlos Nyströmer
Carl August Bernhard "Carlos" Nyströmer, född 5 oktober 1846 i Visby, död 23 december 1913 i Stockholm, var en svensk väg- och vattenbyggnadsingenjör.
Nyströmer utexaminerades från Teknologiska institutet och kom 1872 till Buenos Aires, där han 1890 antogs till chefsingenjör för vatten- och kloakväsendet och som sådan planlade och utförde ett stort regleringsarbete inom Saladoflodens vattenområde, varigenom de förödande periodiska översvämningarna förebyggdes. Han ritade också den arkitektoniskt iögonenfallande, väldiga pumpstationen i Buenos Aires, Palacio de Aguas Corrientes på Riobamba. Nyströmer testamenterade bland annat 60 000 kronor till Kungliga Tekniska högskolan till en fond för resestipendier för yngre ingenjörer inom väg- och vattenbyggnadsfacket.
Han var farfars bror till ingenjören Per-Oscar Nyströmer och är begravd på Norra begravningsplatsen i Stockholm.